# Рогаля (герб)

Рогаля — родовий герб, яким користувалися більш ніж 150 шляхетськіх родів Білорусі, України, Литви і Польщі, зокрема: Ажаховські, Арманські, Біберштейни, Івановські, Завадські, Казинські, Красицькі, Левицькі, Мачанські, Маржевські, Маржецькі, Маружевські, Модржевські, Рогалинські, Рогальські, Серочиньські. Відомий із середини 13 століття.

## Опис
Щит герба поділений вертикально навпіл. На першому, срібному, полі червоний оленячий ріг з чотирма відростками, на другому, червоному, срібний буйволовий ріг. Клейнод — над верхом з короною такі ж роги.

## Історія
Витоки герба «Роґаля» сходять до 1109 року, коли, за переказами, при поверненні з походу в Померанію польського короля Болеслава Кривоустого під час привалу для відпочинку і полювання в районі села Раські (Raski) на нього напав дикий буйвіл. Лицар Біберштейн, що стояв поряд з королем, перехопив буйвола, зловивши його за один ріг, і повалив на землю. Як нагорода за врятування життя короля лицар отримав право мати на своєму родовому гербі зображення рогу буйвола в парі з рогом оленя.

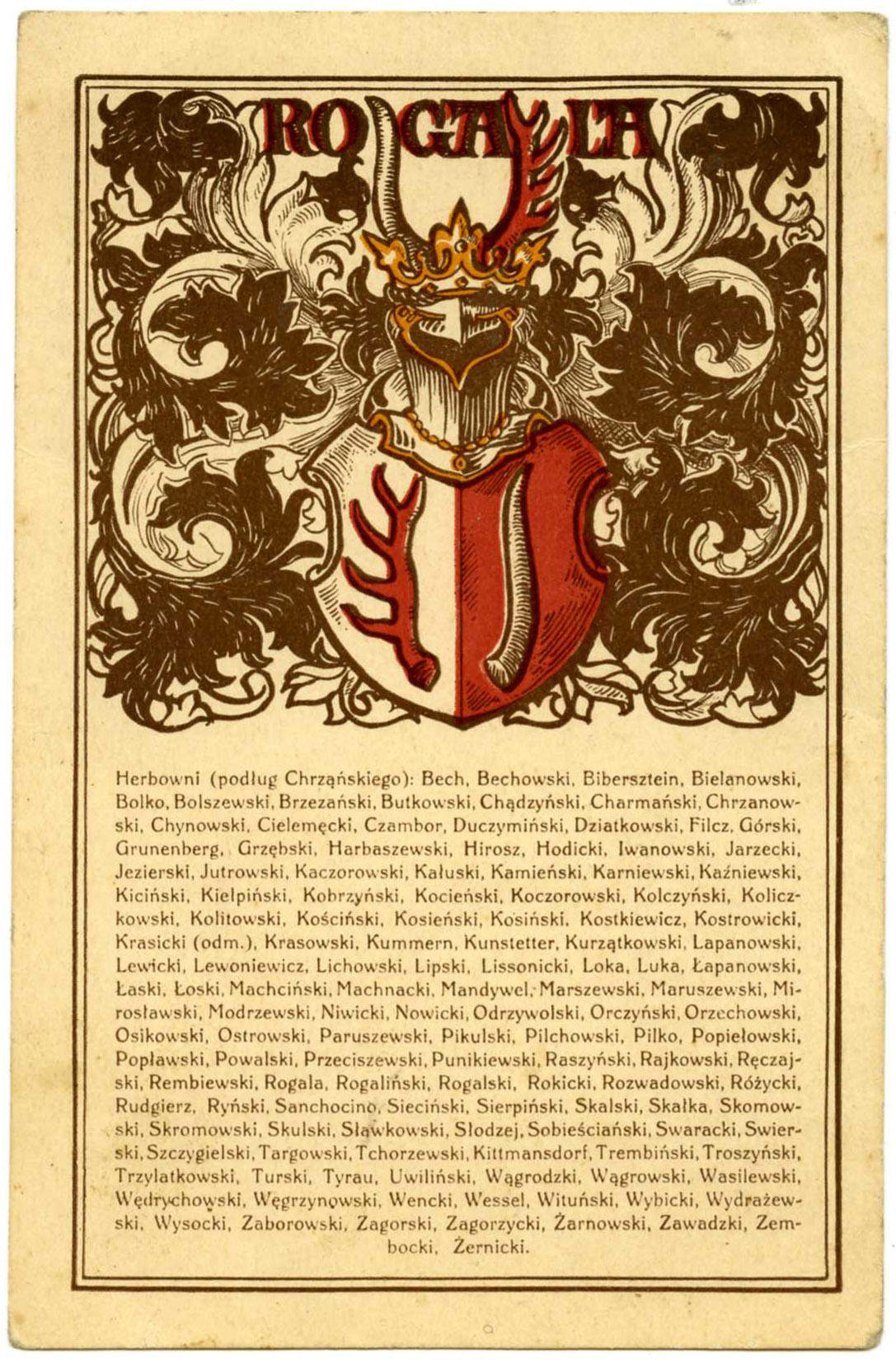
Польська довоєнна поштівка з гербом та списком прізвищ нобілітованих родів

## Роди
Красицькі, Колитовські, Корженівські, Коженівські, Корженьовські, Косинські, Костецькі.
- Ліпські (Липські)
- Левицькі (Левицькі)